# Vila Viçosa
Vila Viçosa é uma vila portuguesa no Distrito de Évora, estando integrada na sub-região Alentejo Central (NUT III) da região Alentejo (NUT II), com 4 635[carece de fontes?] habitantes (2021).
É sede do Município de Vila Viçosa com 194,86 km² de área e 7 388 habitantes (2021), subdividido em 4 freguesias. O município é limitado a norte e leste pelo município de Elvas, a sul pelo Alandroal, a oeste pelo Redondo e a noroeste por Borba.
Em Vila Viçosa mantiveram os duques de Bragança, durante vários séculos, até à Proclamação da República, as suas propriedades e o magnífico Paço Ducal de Vila Viçosa.
É em Vila Viçosa que se encontra o Santuário Nacional de Nossa Senhora da Conceição, com a imagem original que recebeu a coroa de Portugal pelas mãos do rei D. João IV passando daí em diante a ser a padroeira e rainha de Portugal.

## História
Vila Viçosa foi ocupada sucessivamente pelos romanos e muçulmanos. No âmbito da Reconquista cristã, é integrada no reino de Portugal em 1217, durante o reinado de D. Afonso II. Em 1270 recebe foral de D. Afonso III, vendo o seu nome mudado de Vale Viçoso para Vila Viçosa. O foral é bastante idêntico ao de Monsaraz, Estremoz e Santarém, atribuindo grandes regalias a Vila Viçosa. No século XIV, D. Dinis manda erigir o Castelo de Vila Viçosa.
Na Crise de 1383-1385, o comendador-mor da Ordem de Avis, Vasco Porcalho, traiu e, tomando o partido de Castela, apossou-se de Vila Viçosa com duzentos e cinquenta homens seus e duzentos castelhanos, o que obrigou a população a fugir para Borba. Um ano e alguns meses depois, na debandada geral que se seguiu à Batalha de Aljubarrota, Vasco Porcalho e a sua hoste abandonaram quer a vila quer o castelo. Em 1461 Vila Viçosa passou a fazer parte do Ducado de Bragança. Em 1500, Jaime I, Duque de Bragança, foi convidado a regressar à corte pelo rei D. Manuel I, sendo-lhe restituídos os títulos e as terras do ducado. Em 1502 com o início da construção do Paço Ducal de Vila Viçosa, Vila Viçosa tornou-se a sede do Ducado de Bragança. Em 1512, Vila Viçosa recebe o foral de D. Manuel I.
Durante o domínio filipino, Vila Viçosa, era sede da maior corte ducal da Península Ibérica. Em 1640, um grupo de conspiradores convenceu o então João II, Duque de Bragança, a aceitar o trono de Portugal, tornando-se a 1 de Dezembro de 1640, D. João IV (1640-1656) dando início à Dinastia de Bragança. A partir desta data, Vila Viçosa, perdeu fulgor e tornou-se na residência real de férias. Em 1646, João IV de Portugal ofereceu a coroa de Portugal a Nossa Senhora da Conceição como agradecimento pela boa campanha da Guerra da Restauração, tornando-se Nossa Senhora da Conceição, Rainha e Padroeira de Portugal. A partir desta data, mais nenhum Rei de Portugal usou a coroa na cabeça.
Em 1755, Vila Viçosa foi fortemente abalada pelo Terramoto de 1755. No início do século XIX, Vila Viçosa foi saqueada durante as Invasões Francesas.
Com a Proclamação da República a 5 de Outubro de 1910, Vila Viçosa caiu em decadência, devido ao objectivo dos republicanos em apagar todos os vestígios da monarquia. Contudo, na década de 1930, com a exploração dos mármores (Mármore de Estremoz) e abertura do Paço Ducal de Vila Viçosa para turismo, Vila Viçosa começou a modificar-se até aos dias de hoje. Actualmente, como acontece com muitas cidades alentejanas, sua população encontra-se em diminuição, cujo principal factor responsável é a emigração para outras regiões de Portugal ou mesmo do estrangeiro.

Freguesias do município de Vila Viçosa após reforma de 2013

## Freguesias
O município de Vila Viçosa está dividido em 4 freguesias:
- Nossa Senhora da Conceição e São Bartolomeu
- Bencatel
- Ciladas
- Pardais

## Evolução da População do Município
De acordo com os dados do INE o distrito de Évora registou em 2021 um decréscimo populacional na ordem dos 8.5% relativamente aos resultados do censo de 2011. No concelho de Vila Viçosa esse decréscimo rondou os 11.2%. 

| Número de habitantes ★ | Número de habitantes ★ | Número de habitantes ★ | Número de habitantes ★ | Número de habitantes ★ | Número de habitantes ★ | Número de habitantes ★ | Número de habitantes ★ | Número de habitantes ★ | Número de habitantes ★ | Número de habitantes ★ | Número de habitantes ★ | Número de habitantes ★ | Número de habitantes ★ | Número de habitantes ★ | Número de habitantes ★ |
| ---------------------- | ---------------------- | ---------------------- | ---------------------- | ---------------------- | ---------------------- | ---------------------- | ---------------------- | ---------------------- | ---------------------- | ---------------------- | ---------------------- | ---------------------- | ---------------------- | ---------------------- | ---------------------- |
| 1864                   | 1878                   | 1890                   | 1900                   | 1911                   | 1920                   | 1930                   | 1940                   | 1950                   | 1960                   | 1970                   | 1981                   | 1991                   | 2001                   | 2011                   | 2021                   |
| 6383                   | 6326                   | 7013                   | 7163                   | 7589                   | 7897                   | 8444                   | 9819                   | 10044                  | 9974                   | 9208                   | 8546                   | 9068                   | 8871                   | 8319                   | 7388                   |

★ Número de habitantes "residentes", ou seja, que tinham a residência oficial neste município à data em que os censos  se realizaram.
| Número de habitantes por Grupo Etário ★★ | Número de habitantes por Grupo Etário ★★ | Número de habitantes por Grupo Etário ★★ | Número de habitantes por Grupo Etário ★★ | Número de habitantes por Grupo Etário ★★ | Número de habitantes por Grupo Etário ★★ | Número de habitantes por Grupo Etário ★★ | Número de habitantes por Grupo Etário ★★ | Número de habitantes por Grupo Etário ★★ | Número de habitantes por Grupo Etário ★★ | Número de habitantes por Grupo Etário ★★ | Número de habitantes por Grupo Etário ★★ | Número de habitantes por Grupo Etário ★★ | Número de habitantes por Grupo Etário ★★ |
| ---------------------------------------- | ---------------------------------------- | ---------------------------------------- | ---------------------------------------- | ---------------------------------------- | ---------------------------------------- | ---------------------------------------- | ---------------------------------------- | ---------------------------------------- | ---------------------------------------- | ---------------------------------------- | ---------------------------------------- | ---------------------------------------- | ---------------------------------------- |
|                                          | 1900                                     | 1911                                     | 1920                                     | 1930                                     | 1940                                     | 1950                                     | 1960                                     | 1970                                     | 1981                                     | 1991                                     | 2001                                     | 2011                                     | 2021                                     |
| 0-14 Anos                                | 2 268                                    | 2 494                                    | 2 419                                    | 2 726                                    | 3 022                                    | 2 791                                    | 2 608                                    | 2 300                                    | 1 831                                    | 1 717                                    | 1 276                                    | 1 061                                    | 808                                      |
| 15-24 Anos                               | 1 430                                    | 1 394                                    | 1 505                                    | 1 667                                    | 1 809                                    | 1 886                                    | 1 699                                    | 1 245                                    | 1 394                                    | 1 288                                    | 1 220                                    | 829                                      | 706                                      |
| 25-64 Anos                               | 3 112                                    | 3 208                                    | 3 300                                    | 3 724                                    | 4 283                                    | 4 558                                    | 4 853                                    | 4 465                                    | 4 119                                    | 4 592                                    | 4 661                                    | 4 478                                    | 3 927                                    |
| = ou > 65 Anos                           | 406                                      | 472                                      | 472                                      | 537                                      | 692                                      | 739                                      | 814                                      | 1 050                                    | 1 202                                    | 1 471                                    | 1 714                                    | 1 951                                    | 1 946                                    |

★★ De 1900 a 1950 os dados referem-se à população "de facto", ou seja, que estava presente no município à data em que os censos se realizaram. Daí que se registem algumas diferenças relativamente à designada população residente.

## Político

### Eleições autárquicas[10]
| Data | %            | V            | %     | V     | %       | V       | %              | V       | %              | V       | %              | V   | %              | V   | %       | V       | %              | V   | Participação |                |
| Data | FEPU/APU/CDU | FEPU/APU/CDU | PS    | PS    | CDS-PP  | CDS-PP  | PPD/PSD        | PPD/PSD | PRD            | PRD     | PPM            | PPM | GCE            | GCE | PSD-CDS | PSD-CDS | MPT            | MPT | Participação |                |
| ---- | ------------ | ------------ | ----- | ----- | ------- | ------- | -------------- | ------- | -------------- | ------- | -------------- | --- | -------------- | --- | ------- | ------- | -------------- | --- | ------------ | -------------- |
| Data | 1976         | 48,39        | 3     | 28,68 | 1       | 19,19   | 1              |         |                |         |                |     |                |     |         |         |                |     |              | 71,64 / 100,00 |
| 1979 | 51,93        | 3            | 14,81 | -     |         |         | 30,47          | 2       | 74,46 / 100,00 |         |                |     |                |     |         |         |                |     |              |                |
| 1982 | 56,10        | 3            | 24,48 | 1     | 15,87   | 1       | 75,52 / 100,00 |         |                |         |                |     |                |     |         |         |                |     |              |                |
| 1985 | 50,52        | 3            |       |       | 40,96   | 2       | 5,05           | -       | 72,17 / 100,00 |         |                |     |                |     |         |         |                |     |              |                |
| 1989 | 28,23        | 1            | 46,15 | 3     | 21,02   | 1       |                |         | 65,32 / 100,00 |         |                |     |                |     |         |         |                |     |              |                |
| 1993 | 31,01        | 2            | 26,49 | 1     | 4,48    | -       | 34,18          | 2       | 72,09 / 100,00 |         |                |     |                |     |         |         |                |     |              |                |
| 1997 | 34,11        | 2            | 20,54 | 1     | 19,86   | 1       | 22,62          | 1       | 72,13 / 100,00 |         |                |     |                |     |         |         |                |     |              |                |
| 2001 | 39,35        | 2            | 32,21 | 2     | 9,15    | -       | 16,09          | 1       | 67,57 / 100,00 |         |                |     |                |     |         |         |                |     |              |                |
| 2005 | 51,08        | 3            | 28,72 | 2     | 1,99    | -       | 13,69          | -       | PPD/PSD        | PPD/PSD | 69,02 / 100,00 |     |                |     |         |         |                |     |              |                |
| 2009 | 39,50        | 2            | 46,49 | 3     | 2,12    | -       | 9,47           | -       |                |         | 69,26 / 100,00 |     |                |     |         |         |                |     |              |                |
| 2013 | 43,44        | 3            | 24,43 | 1     | PPD/PSD | PPD/PSD | CDS-PP         | CDS-PP  | 15,90          | 1       | 9,06           | -   | 67,22 / 100,00 |     |         |         |                |     |              |                |
| 2013 | 43,44        | 3            | 24,43 | 1     | PPD/PSD | PPD/PSD | CDS-PP         | CDS-PP  | 3,70           | -       | 9,06           | -   | 67,22 / 100,00 |     |         |         |                |     |              |                |
| 2017 | 36,73        | 2            | 35,11 | 2     | PPD/PSD | PPD/PSD | CDS-PP         | CDS-PP  | 15,07          | 1       | 9,47           | -   | 67,37 / 100,00 |     |         |         |                |     |              |                |
| 2021 | 18,72        | 1            | 26,78 | 1     | PPD/PSD | PPD/PSD | CDS-PP         | CDS-PP  | PSD-CDS        | PSD-CDS |                |     | 51,45          | 3   | PSD-CDS | PSD-CDS | 64,43 / 100,00 |     |              |                |

### Eleições legislativas

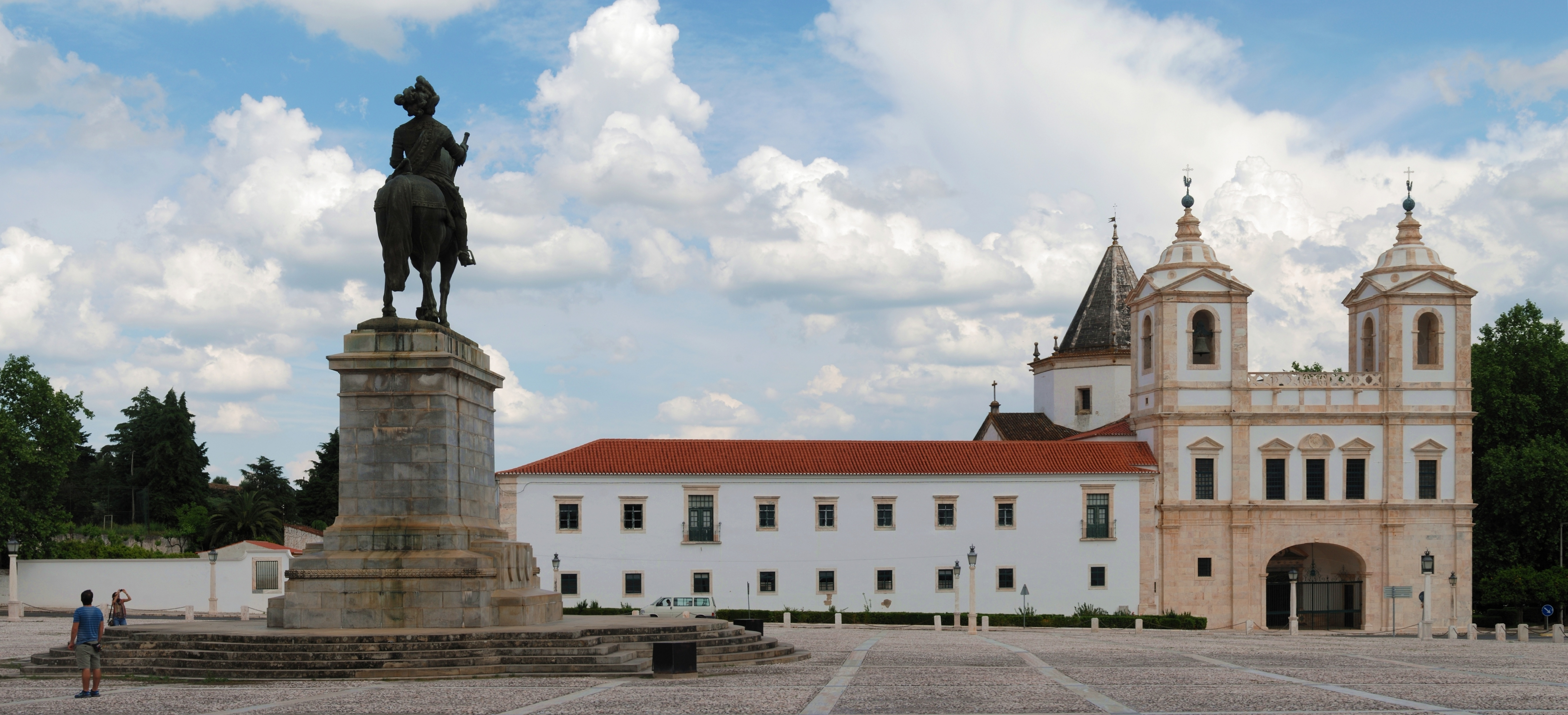
Terreiro do Paço de Vila Viçosa, com o Convento de Santo Agostinho e a estátua do rei D. João IV de Portugal

| Data | %     | %     | %     | %     | %     | %        | %     | %     | %     | %     | %    | %   | %       | % | %  | %  |
| Data | PCP   | PS    | PSD   | CDS   | UDP   | APU/ CDU | AD    | FRS   | PRD   | PSN   | BE   | PAN | PSD CDS | L | CH | IL |
| ---- | ----- | ----- | ----- | ----- | ----- | -------- | ----- | ----- | ----- | ----- | ---- | --- | ------- | - | -- | -- |
| 1976 | 37,28 | 34,94 | 11,73 | 6,55  | 1,62  |          |       |       |       |       |      |     |         |   |    |    |
| 1979 | APU   | 17,99 | AD    | AD    | 1,52  | 46,15    | 28,11 |       |       |       |      |     |         |   |    |    |
| 1980 | APU   | FRS   | AD    | AD    | 0,60  | 42,61    | 28,26 | 21,47 |       |       |      |     |         |   |    |    |
| 1983 | APU   | 28,74 | 17,64 | 4,31  | 0,60  | 44,18    |       |       |       |       |      |     |         |   |    |    |
| 1985 | APU   | 15,78 | 22,42 | 1,91  | 0,92  | 37,40    | 16,67 |       |       |       |      |     |         |   |    |    |
| 1987 | CDU   | 16,31 | 37,75 | 1,80  | 0,46  | 30,51    | 7,01  |       |       |       |      |     |         |   |    |    |
| 1991 | CDU   | 25,34 | 43,11 | 2,57  |       | 20,51    | 0,44  | 1,64  |       |       |      |     |         |   |    |    |
| 1995 | CDU   | 44,00 | 22,24 | 7,26  | 0,43  | 21,43    |       |       |       |       |      |     |         |   |    |    |
| 1999 | CDU   | 47,56 | 22,15 | 6,80  |       | 17,56    | 0,37  | 1,40  |       |       |      |     |         |   |    |    |
| 2002 | CDU   | 44,11 | 28,62 | 7,69  | 15,02 |          | 1,14  |       |       |       |      |     |         |   |    |    |
| 2005 | CDU   | 53,31 | 19,68 | 4,06  | 15,29 | 3,94     |       |       |       |       |      |     |         |   |    |    |
| 2009 | CDU   | 33,10 | 21,75 | 8,35  | 17,34 | 12,32    |       |       |       |       |      |     |         |   |    |    |
| 2011 | CDU   | 28,49 | 31,84 | 10,12 | 17,69 | 4,80     | 0,35  |       |       |       |      |     |         |   |    |    |
| 2015 | CDU   | 36,96 | CDS   | PSD   | 17,63 | 10,02    | 0,43  | 28,19 | 0,24  |       |      |     |         |   |    |    |
| 2019 | CDU   | 38,13 | 19,41 | 2,99  | 16,84 | 9,09     | 1,40  |       | 0,74  | 2,14  | 0,40 |     |         |   |    |    |
| 2022 | CDU   | 44,53 | 23,01 | 0,97  | 11,88 | 2,56     | 0,43  | 0,51  | 11,99 | 2,02  |      |     |         |   |    |    |
| 2024 | CDU   | 33,16 | AD    | AD    | 7,53  | 24,31    | 3,35  | 0,76  | 1,44  | 23,79 | 2,03 |     |         |   |    |    |

## Educação
- Santa Casa da Misericórdia de Vila Viçosa
- Creche "A Casinha"

### Agrupamento de Escolas de Vila Viçosa
- Jardim de Infância de Vila Viçosa
- Jardim de Infância de Pardais
- Jardim de Infância de Bencatel
- Jardim de Infância de São Romão
- Escola Básica do 1º Ciclo do Carrascal (Vila Viçosa)
- Escola Básica do 1º Ciclo do Castelo (Vila Viçosa)
- Escola Básica do 1º Ciclo de Bencatel
- Escola Básica do 1º Ciclo de Pardais
- Escola Básica do 1º Ciclo de S. Romão
- Escola Básica 2,3 D. João IV (Vila Viçosa)
- Escola Secundária Públia Hortênsia de Castro (Vila Viçosa)

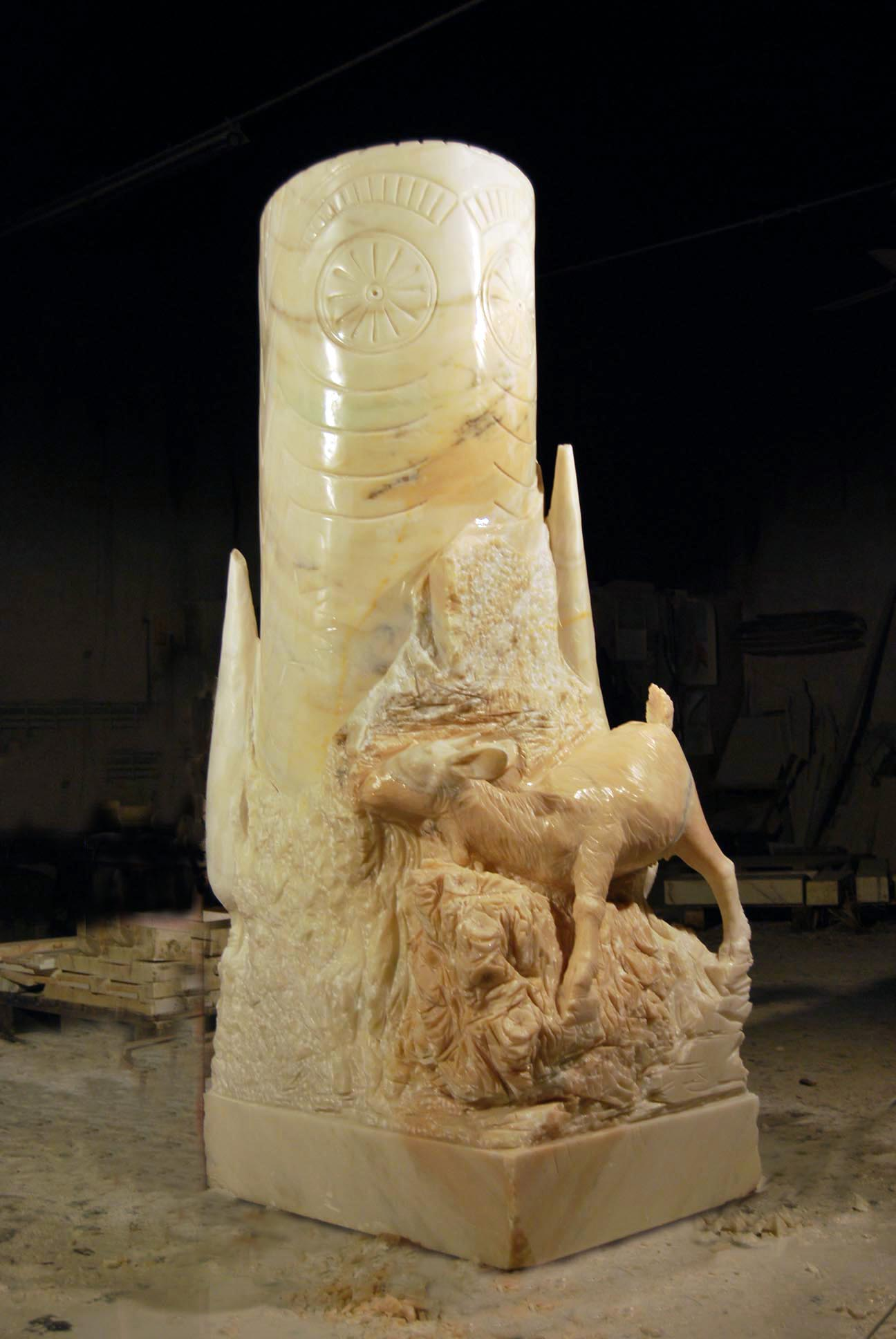
Escultura em mármore de Vila Viçosa do artista Pedro Roque. Museu do mármore de Vila Viçosa

## Geografia
Vila Viçosa está situada a 4 km de Borba, a 9 km do Alandroal, a 17 km de Estremoz, a 30 de Elvas, a 58 km de Évora, a 40 km de Espanha e a 185 km de Lisboa. O município compreende as serras de Borba, Vigária e d'Ossa. É ainda atravessado pela Ribeira d'Asseca, um afluente do Guadiana.

## Economia
A economia do município de Vila Viçosa assenta essencialmente na indústria de extracção e transformação do mármore. O mármore de Vila Viçosa é reconhecido a nível mundial, e Vila Viçosa é conhecida a nível nacional como Capital do Mármore. O segundo sector económico mais importante do município, é o turismo, recebendo Vila Viçosa anualmente cerca de cem mil turistas. A agro-pecuária é ainda uma importante fonte de receitas para o município.

## Cultura

### Património Arquitectónico
- Paço Ducal de Vila Viçosa

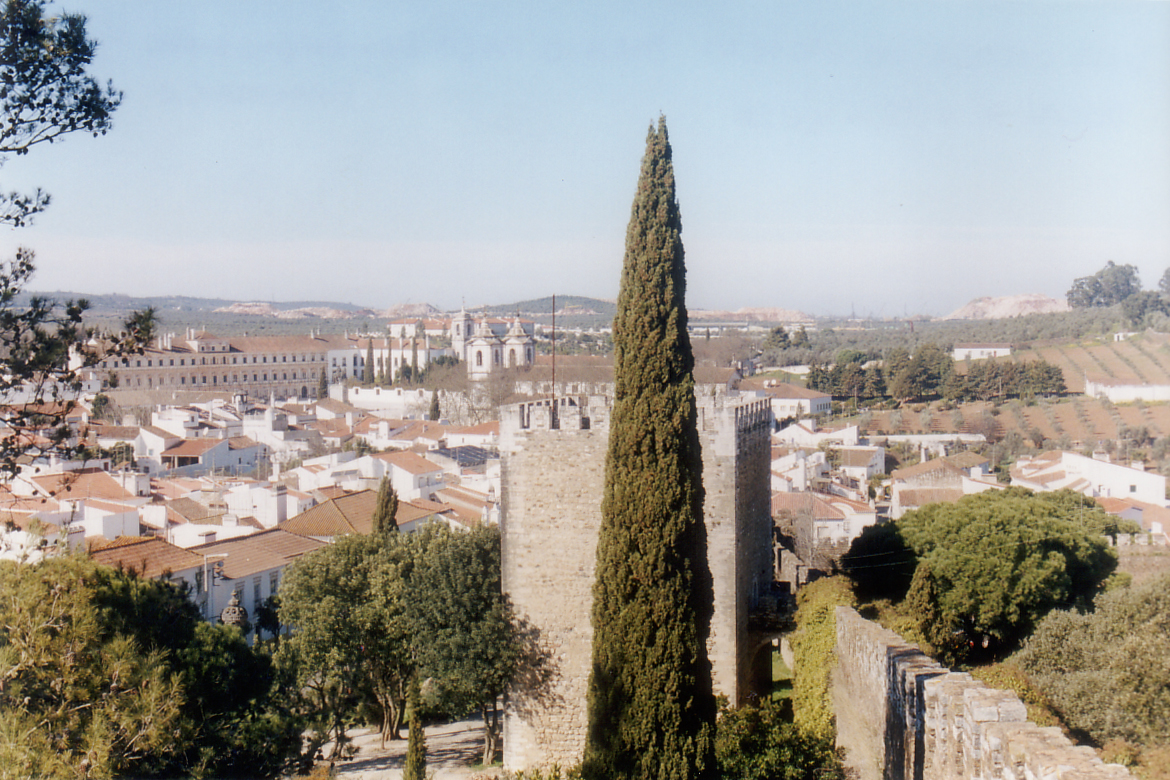
Vista de Vila Viçosa a partir do castelo

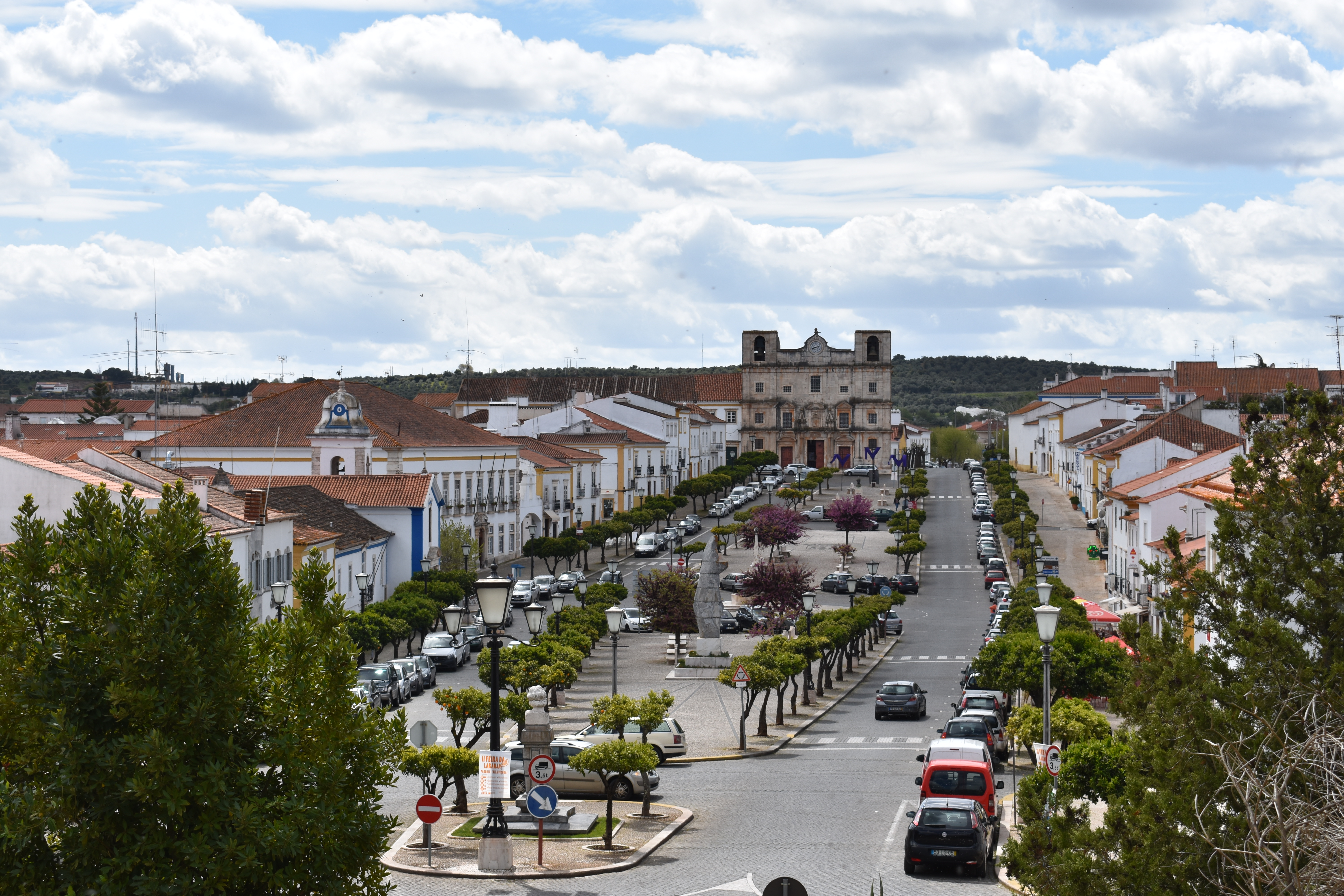
Praça principal de Vila Viçosa

- Palácio Matos Azambuja ou Casa dos Arcos
- Castelo de Vila Viçosa
- Chafariz d'El-Rei
- Convento da Esperança
- Convento das Chagas de Cristo
- Convento de Santa Cruz
- Igreja e Convento dos Agostinhos
- Convento dos Capuchos
- Cruzeiro da Serpente ou da Lapa
- Ermida de São Bento
- Ermida de São João Baptista
- Ermida de São Luís
- Ermida de São Tiago
- Ermida de São Jerónimo
- Estátua de D. Álvaro de Abranches da Câmara (conjurado de 1640)
- Estátua Equestre do Duque de Bragança, João II
- Monumento com busto ao Dr. Couto Jardim
- Busto do Dr. Jeremias Toscano
- Busto de Florbela Espanca
- Busto de Henrique Pousão
- Busto de Públia Hortênsia de Castro
- Busto do Padre Joaquim Espanca
- Igreja de São João Evangelista

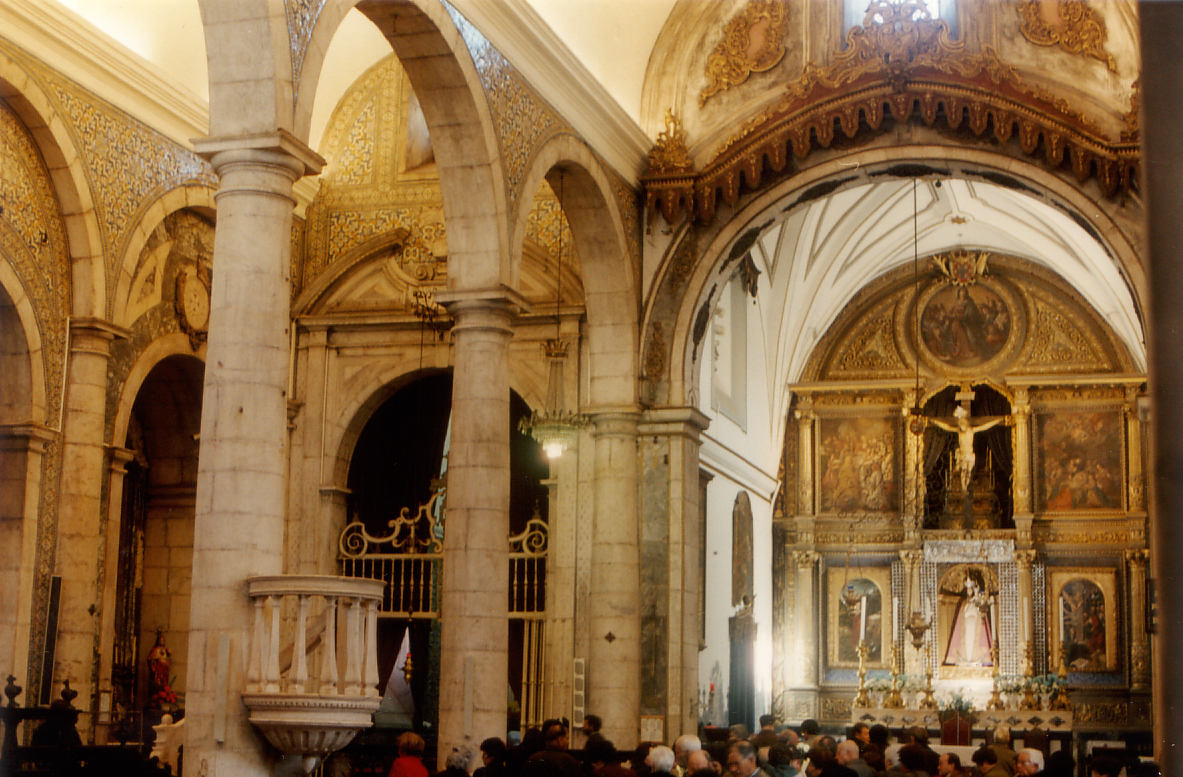
Interior do Santuário de Nossa Senhora da Conceição de Vila Viçosa

- Igreja e Jardim do Santuário de Nossa Senhora da Lapa
- Pelourinho de Vila Viçosa
- Igreja de São Domingos
- Paço do Bispo
- Ermida de São Eustáquio
- Igreja do Espírito Santo
- Porta do Nó
- Porta dos Nós
- Fonte da Biquinha
- Tapada Real
- Igreja de Santo António
- Igreja de Nossa Senhora da Piedade
- Santuário de Nossa Senhora da Conceição de Vila Viçosa
- Varandinha dos Namorados

### Museus
- Paço Ducal de Vila Viçosa
- Museu dos Coches
- Museu da Caça
- Museu da Arqueologia
- Museu da Arte Sacra

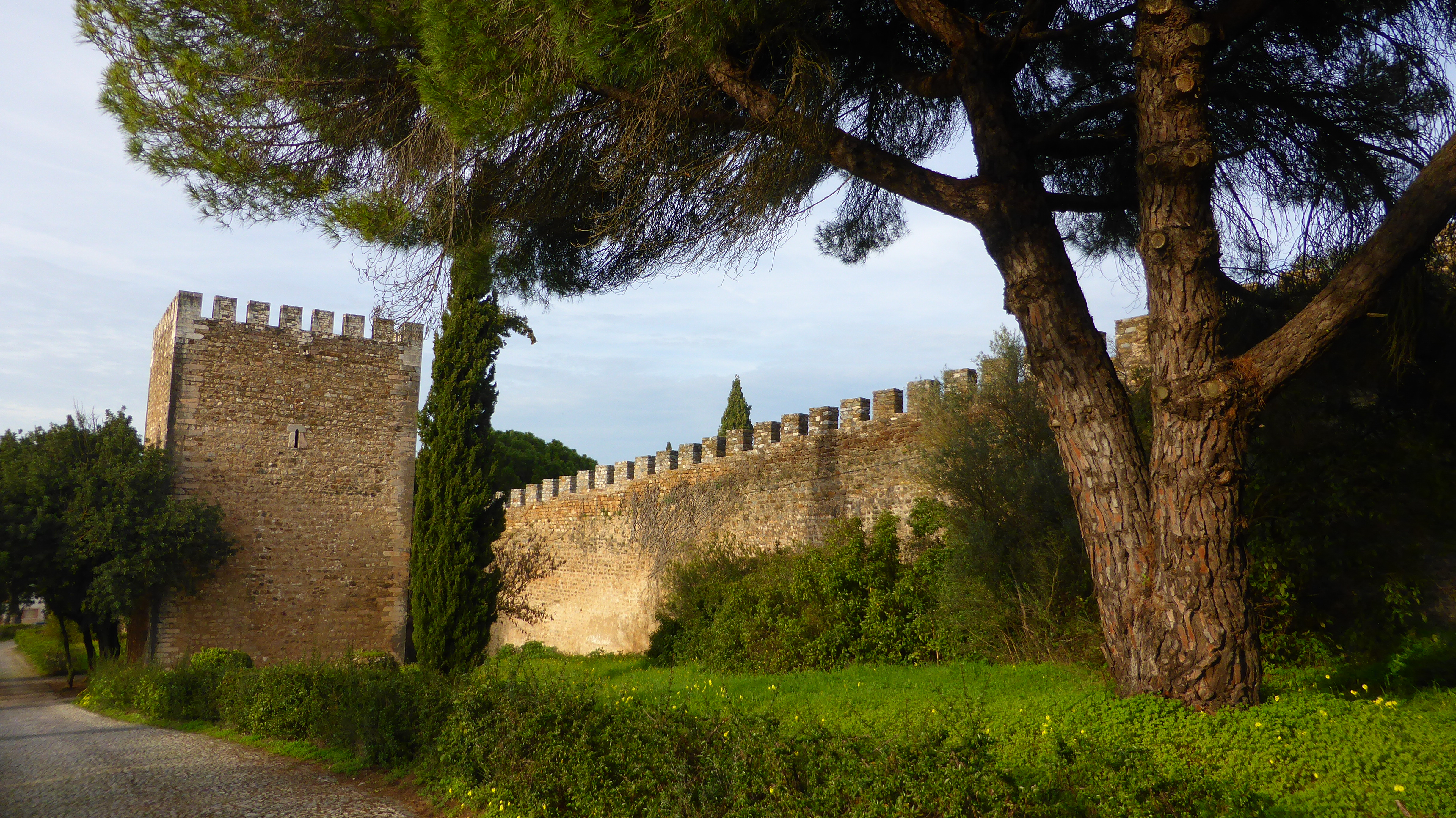
As muralhas de Vila Viçosa

- Museu do Mármore ou Museu Raquel Castro
- Museu Etnográfico

### Gastronomia
- Açorda
- Arroz-doce
- Azeitonas
- Azevias
- Bolo Finto
- Cozido à Alentejana
- Enchidos
- Ensopado de Borrego
- Filhó
- Gaspacho
- Migas
- Nógado
- Pezinhos de Coentrada
- Queijadas
- Queijos
- Sericá
- Sopa da Panela
- Sopa de Tomate
- Sopa de Batata
- Sopa de Cachola
- Sopa de Beldroegas
- Sopa de Cação
- Sopa de Cebola
- Sopa Dourada
- Tibornas
- Toucinho do Céu

### Grupos Musicais
- Grupo de Música Tradicional Portuguesa "Alento do Alentejo"
- Banda de Apartamento "rustYheads"

### Festas e Romarias
- Festas dos Capuchos - 2º fim-de-semana de Setembro
- Solenidade da Imaculada Conceição - 8 de Dezembro

### Meios de Comunicação Social
- Rádio Campanário - Voz de Vila Viçosa (90.6Mhz)
- Revista de Cultura Callipole

## Calipolenses ilustres
- Rui Caeiro (1943 - 2019) - Escritor e tradutor
- Martim Afonso de Sousa (1500 - 1571) - nobre, militar e administrador colonial português

## Heráldica
A constituição heráldica das Armas do município de Vila Viçosa fundamenta-se em três privilégios - três excepcionais honrarias que a Vila Viçosa couberam no decurso da história. São eles, por ordem cronológica:
1. Ter sido aqui estabelecida a Corte da Casa de Bragança e Estado de Bragança, pertença dos nobres mais poderosos do país, depois da família reinante;
2. Ter sido proclamada pelas Cortes de 1646, Padroeira de Portugal a imagem de Virgem da Conceição, venerada na igreja matriz;
3. Ter sido o Castelo um baluarte heróico na defesa de Portugal, sobretudo quando em 1665, resistiu durante oito dias ao assalto do poderosíssimo exército castelhano.

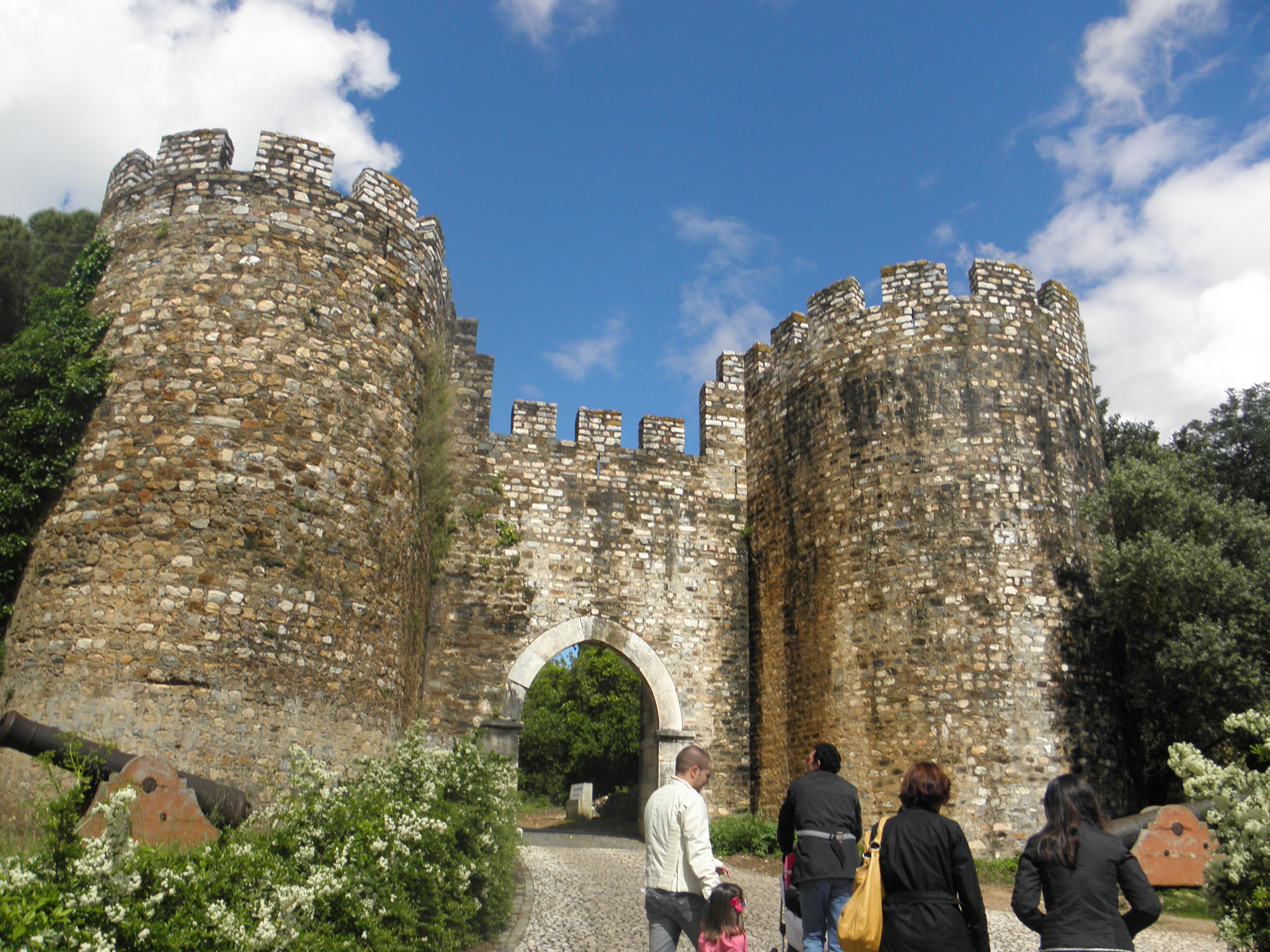
O Castelo de Vila Viçosa

Cada uma das peças (símbolos ou signos) do Brasão tem, pois, relação com um desses factos gloriosos.
- ASPA: Conjunto de duas faixas - a banda e a contrabanda - que se cruzam em forma de X. A Aspa também se chama «Cruz de Santo André», por ter sido uma cruz deste tipo o instrumento de suplício em que foi torturado este Santo. A Aspa, de cor vermelha, apresenta cinco escudetes azuis, situando-se um deles na região central da cruz. Disposição idêntica se vê nas Armas Nacionais, na Bandeira das Quinas de Portugal.

(A Aspa é uma referência à Corte da Casa e Estado de Bragança, porque o 1º Duque de Bragança, Afonso de Bragança, tomou por Armas uma aspa vermelha e sobre ela cinco escudetes das Quinas de Portugal).
- Quinas de Portugal: estão relacionadas com o chamado Milagre de Ourique. É tradição que, na véspera da Batalha de Ourique contra os Mouros, Jesus Cristo apareceu pregado na cruz ao primeiro rei de Portugal, Afonso Henriques, prometendo-lhe a vitória na peleja e a sua protecção a favor do novo reino. Em recordação deste sucesso, o monarca, adoptou por brasão as cinco chagas de Cristo representadas por cinco escudetes dispostos em cruz, apresentando cada escudete cinco marcas circulares chamadas besantes ou moedas. A contagem das moedas, dá o total de trinta, contando-se duas vezes as do escudete do centro da cruz. As trinta moedas simbolizam os trinta dinheiros recebidos pelo traidor Judas.

(As duas Quinas do Brasão de Portugal, que figuram nas Armas de Vila Viçosa, significam que as lutas pela defesa da Pátria, tão importantes elas foram).
Tanto a Aspa como as duas Quinas «estão em chefe». Quer isto dizer que esses símbolos se situam no terço superior do campo do escudo. O terço inferior chama-se contrachefe.
- Torres torreadas: São de esmalte vermelho e aberturas azuis.  É uma torre rematada por outra mais pequena.

(Simbolizam o Castelo, e a cor vermelha significa a sua extraordinária importância histórica nas lutas da independência nacional).
- Imagem de uma santa: Esta imagem vestida de prata, com o manto azul e uma auréola de nove estrelas, o crescente sob os pés e este sobre o globo terrestre de esmalte azul e envolvido numa serpente de prata.

(Simboliza a Imaculada Conceição, Padroeira de Portugal, venerada na Igreja de Santa Maria do Castelo).
Esta figuração da Imaculada fundamenta-se na visão do Profeta João - identificado como o Apóstolo S. João - que no Apocalipse escreveu: «depois, apareceu um grande sinal no céu - uma mulher revestida de Sol, tendo a Lua debaixo dos pés e uma coroa de doze estrelas sobre a cabeça».
Também pintores célebres dos séculos XVI e XVII, como Murilo, Tintoreto e outros, fixaram na tela representações da Imaculada Conceição, idênticas à que figura no Brasão Calipolense.
- Serpente: Representa a serpente referida no Génesis (Antigo Testamento) - «Então o Senhor disse à serpente:

- Por teres feito isto (induzir a mulher a comer o fruto proibido), serás maldita entre todos os animais..., rastejarás sobre o teu ventre..., e a mulher esmagar-te-à a cabeça ao tentares mordê-la no calcanhar». (Na essência, a serpente simboliza as forças do mal, o Demónio, que hostiliza a doutrina de Deus).
- COROA MURAL DE QUATRO TORRES: É a peça que encima o escudo e, é a coroa estabelecida por lei para caracterizar as vilas.

### Significado das cores e esmaltes
- Ouro: Indica fé, constância e fidelidade, atributos evidenciados pelos calipolenses através dos tempos. Por isso o campo das armas é de ouro.
- Azul: Exprime lealdade, zelo e caridade, qualidades demonstradas pelos moradores de Vila Viçosa nas lutas pela independência e liberdade do Povo Português.
- Vermelho: Simboliza guerras e vitórias, e põe em destaque os actos heróicos praticados no Castelo desde o século XIV ao século XIX.

O actual Brasão Calipolense foi confirmado oficialmente pela Portaria de 27 de Junho de 1934, assinada, curiosamente, por um calipolense, o Sr. António Gomes Pereira, à data Ministro do Interior, e que anteriormente havia desempenhado os cargos de Presidente do Município de 'Vila Viçosa e Governador Civil de Évora e de Setúbal.

## Geminações
Vila Viçosa está geminada com:
- Villaviciosa (desde 2005)
- Villaviciosa de Córdoba (desde 2005)
- Villaviciosa de Odón (desde 2005)
- Olivença (desde 29 de Abril de 2007)
- Sigüenza (desde 26 de Abril de 2008)